# Kanisamys
Kanisamys é um gênero extinto de roedores da família Spalacidae.

## Espécies
- Kanisamys bamiani Lang e Lavocat, 1968
- Kanisamys indicus Wood, 1937
- Kanisamys nagrii Prasad, 1968
- Kanisamys potwarensis Flynn, 1982
- Kanisamys sivalensis